# قدرت عشق
قدرت عشق فیلمی به کارگردانی ماردوک الخاص و روبرت اکهارت و نویسندگی ماردوک الخاص و پرویز نوری محصول سال ۱۳۴۷ است.

## خلاصه داستان
جوان تهیدستی عاشق دختری است...

## بازیگران
- کتایون
- منوچهر طایفه
- آذر حکمت شعار
- منصور سپهرنیا
- محمد متوسلانی
- مهین دیهیم
- جمشید مهرداد